# Ludwig Thoma

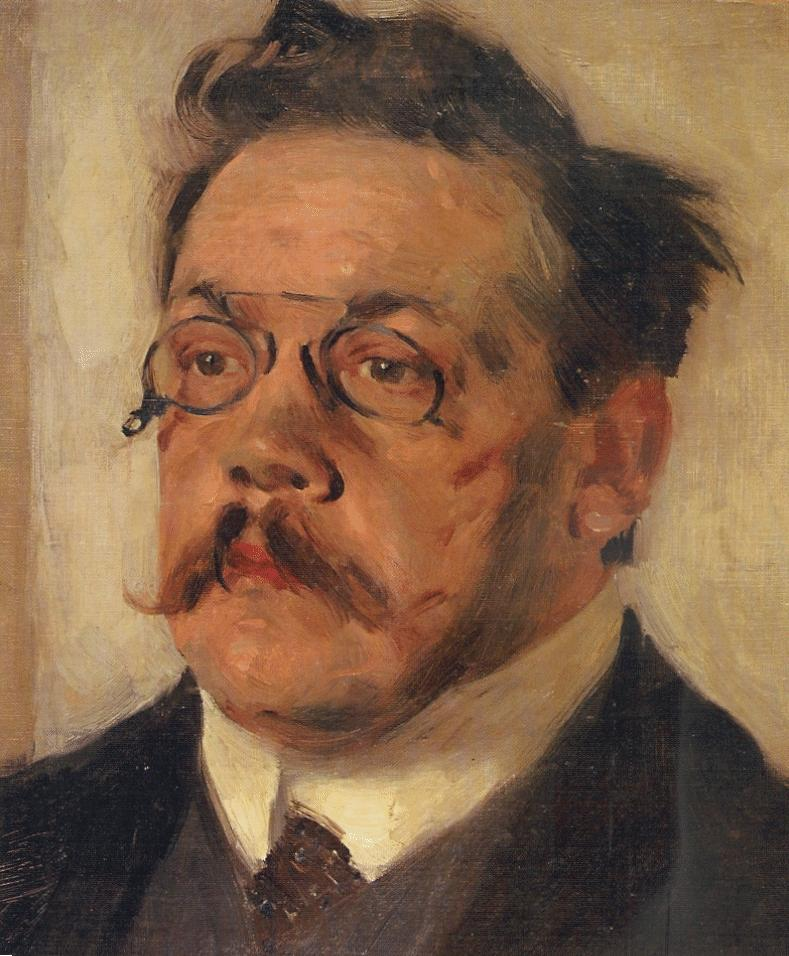
Porträt von Ludwig Thoma von Karl Klimsch, vermutlich 1909

Ludwig Thoma (* 21. Januar 1867 in Oberammergau; † 26. August 1921 in Tegernsee) war ein deutscher Schriftsteller und Rechtsanwalt, der durch seine ebenso realistischen wie satirischen Schilderungen des bayerischen Alltags und der politischen Geschehnisse seiner Zeit populär wurde. Aufgrund der reaktionären und antisemitischen Veröffentlichungen seiner letzten Lebensjahre wird er seit einigen Jahren zunehmend kritisch betrachtet.

## Leben

### Herkunft und Schulzeit

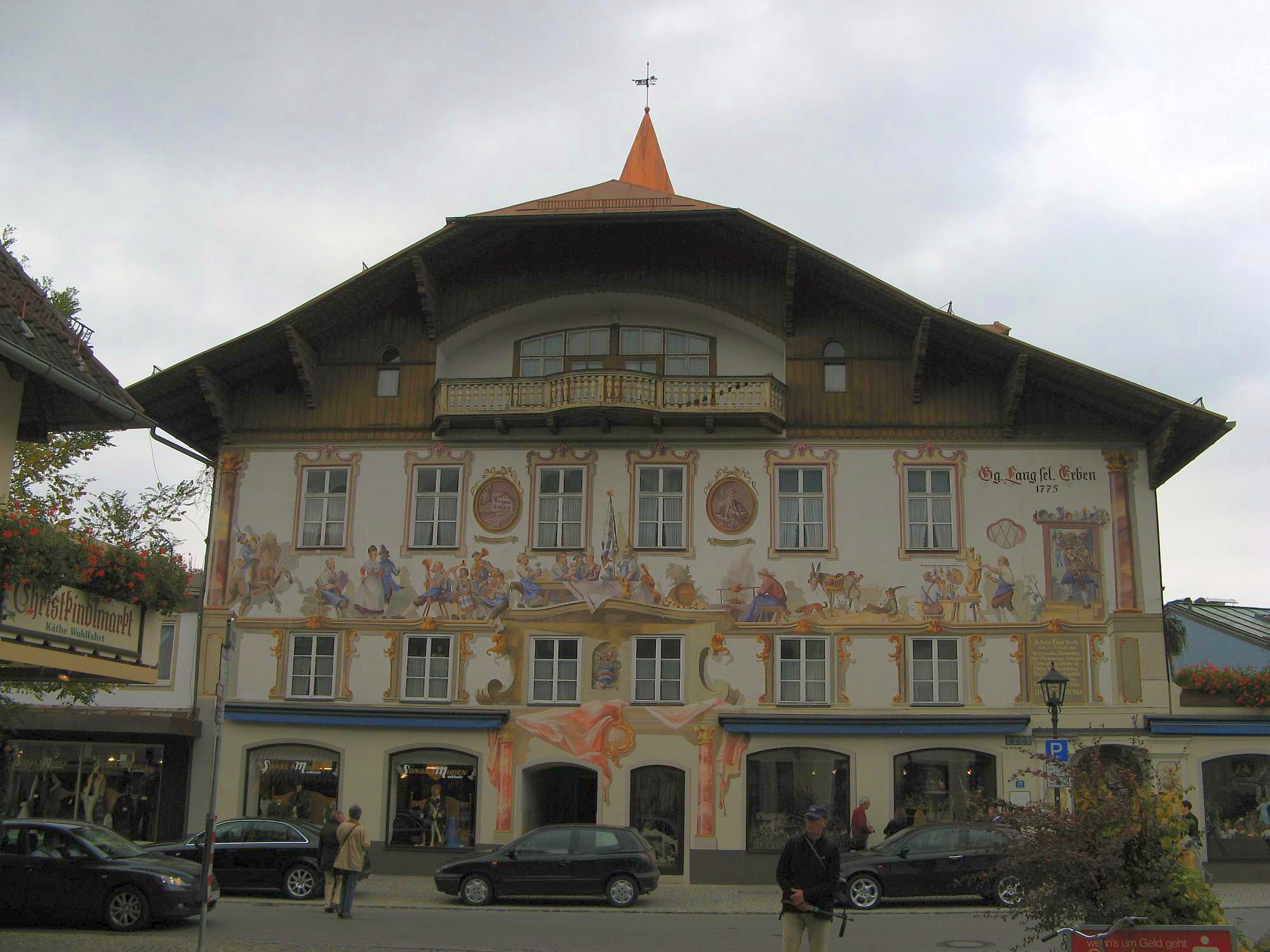
Geburtshaus von Ludwig Thoma in Oberammergau

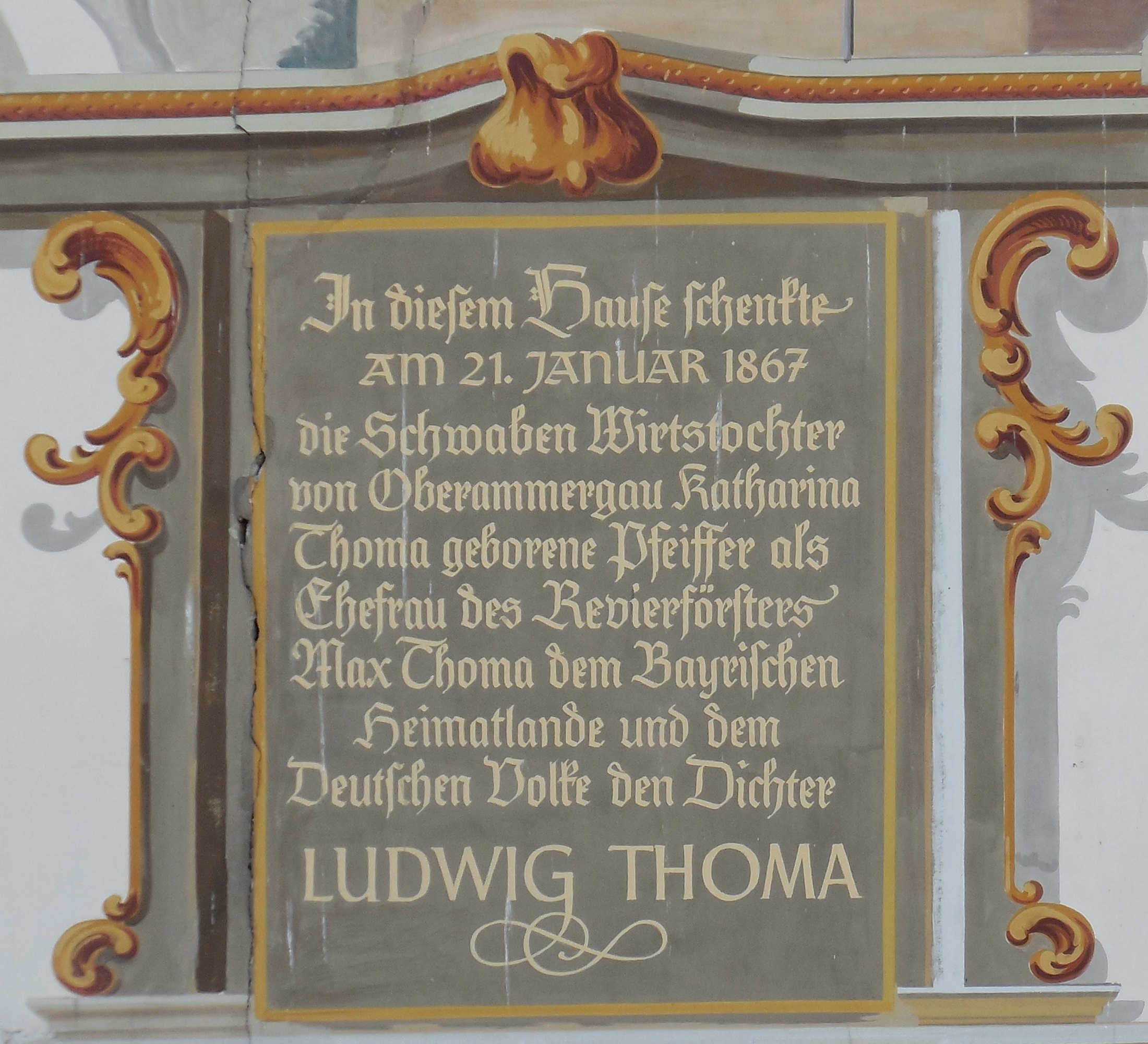
Detail am Geburtshaus (rechts, hinter der Laterne)

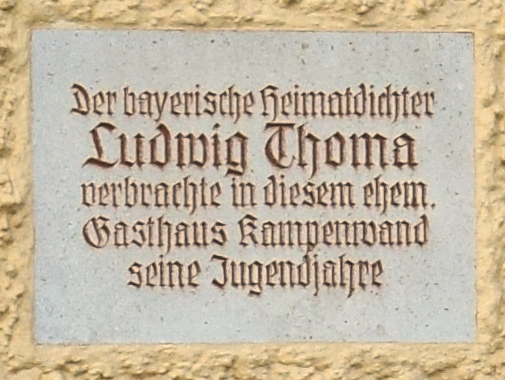
Gedenktafel für Ludwig Thoma am ehemaligen Gasthaus Zur Kampenwand in Prien, dem heutigen Ludwig-Thoma-Gymnasium

Ludwig Thoma wurde als viertes Kind des Försters Max Thoma und dessen Ehefrau Katharina Thoma, geb. Pfeiffer, in Oberammergau geboren. Die Vorfahren väterlicherseits waren im Forstdienst tätig; der Urgroßvater Joseph von Thoma (1767–1849) hatte die bayerische Forstverwaltung geleitet und war für seine Verdienste in den persönlichen Adelsstand erhoben worden. Die Familie der Mutter betrieb zunächst in Oberau, später in Oberammergau, eine Gastwirtschaft. Die ersten Jahre seines Lebens verbrachte er im Forsthaus Vorderriß an der Isar nahe der Tiroler Grenze, einer damals sehr abgelegenen und einsamen Gegend. Die Erziehung lag wesentlich in den Händen des Kindermädchens Viktoria Pröbstl, zu der Ludwig Thoma ein sehr inniges Verhältnis hatte.
Nach Katharina Thomas Willen sollte Ludwig die geistliche Laufbahn einschlagen. Daher legte sie großen Wert auf eine gute Ausbildung des Sohnes; Hauslehrer brachten ihm schon vor der Einschulung das Lesen und Schreiben bei, und er erhielt früh private Lateinstunden.
Kurz nachdem die Familie 1874 mit dem siebenjährigen Ludwig nach Forstenried bei München übersiedelte, starb der Vater. Bei seinem Tod fand sich die Familie überraschend gänzlich mittellos. Viktoria Pröbstl musste das Mobiliar des Forsthauses verkaufen, um die Bestattung finanzieren zu können. Nun musste die Mutter die sieben Kinder allein großziehen.
Die Geschwister bekamen zunächst einen Kollegen des Vaters, Karl Decrignis, als Vormund. Ludwig und seine Schwester Luise kamen in die Obhut ihres Onkels Albert Paulus in Landstuhl in der Pfalz. Dort besuchte er eine Klasse der Volksschule und die zweite Klasse der Lateinschule; aufgrund seiner Vorkenntnisse durfte er die erste Klasse auslassen. Der Tod des Vaters und die frühe Trennung von der Familie (die anderen Geschwister blieben bei der Mutter) blieben nicht ohne Folgen: Thoma war ein schwieriger Schüler, der in Landstuhl wenig vorteilhafte Zeugnisse erhielt:

„In seinem Charakter liegt etwas Durchtriebenes. Bei Tadel und Strafe zeigt er eine für seine Jahre ungewöhnliche Kälte und hartnäckige, trotzige Unempfindlichkeit.“

Die Mutter pachtete 1876 die Gaststätte Zur Kampenwand in Prien am Chiemsee, die sie gemeinsam mit Viktoria Pröbstl und ihren Töchtern bewirtschaftete. Für Ludwig Thoma begann das Pendeln zwischen den Internaten und den Ferien im idyllischen Wohnort der Familie, wie er es auch in seinen Lausbubengeschichten schildert. Auch die Vergehen des Knaben und die Konflikte mit Lehrern, die sich in den Lausbubengeschichten finden, basieren wohl auf wirklichen Erlebnissen: „Es gibt ausreichend Anhaltspunkte dafür, dass Thoma diese Vorwürfe für die literarische Verarbeitung verdichtet, aber keineswegs erfunden hat.“ 1877 wechselte er in das Internat des Studienseminars in Neuburg an der Donau. Er musste die Klasse an der Studienanstalt in Burghausen wiederholen. Hier zählte Georg Pauliebl zu seinen Freunden, der ebenfalls für die geistliche Laufbahn vorgesehen war und diese – unter widrigen Umständen – auch einschlug; seine Lebensgeschichte hat (wenngleich wenig vorteilhaft) Thoma in der Erzählung Der heilige Hies geschildert.
Von Burghausen wechselte Thoma 1879 an das Wilhelmsgymnasium München. Er wohnte während der Schulzeit zur Untermiete bei pensionierten Beamten und schilderte diese Zeit ausgiebig in seinen Erinnerungen. Auch in München musste er eine Klasse wiederholen und blieb bis 1885. Die Familie zog 1883 nach Traunstein um, wo die Mutter den Gasthof Zur Post pachtete. Auslöser für den Ortswechsel scheint eine „Schandtat“ Ludwigs gewesen zu sein, die auch dazu führte, dass die Schwester Marie bei einem Verehrer unmöglich gemacht wurde. 1884 übernahm nach dem Tod von Karl Decrignis der Forstbeamte Ludwig von Raesfeldt die Vormundschaft über die Geschwister Thoma.
Raesfeldt gelang es auch, 1885 Ludwig den Zutritt zur Abschlussklasse des Gymnasiums in Landshut zu verschaffen, nachdem ihm in München die Entlassung von der Schule drohte. Martin A. Klaus zitiert die „sonstigen Bemerkungen“ aus Thomas Landshuter Abiturzeugnis:

„Seine früheren Studien machte er am Wilhelmsgymn. in München, betrug sich dort aber so, daß ihm ernstlich bedeutet werden mußte, die Anstalt zu wechseln.“

In Landshut bestand Thoma 1886 die Maturitätsprüfung, die unserem heutigen Abitur entspricht. Auf Vorschlag seiner Mitschüler sollte er die Abiturrede halten: „Doch der junge Mann versagte. Stumm stand Thoma vor dem Auditorium, unfähig ein Wort herauszuwürgen, bis der Rektor ans Pult eilte, eine Rede improvisierte und die Situation rettete.“

### Studium und Tätigkeit als Jurist
Thoma wollte – wie sein Vater – Förster werden und begann im Wintersemester 1886/87 das Studium der Forstwissenschaft in Aschaffenburg, brach es jedoch nach dem ersten Jahr ab. In seiner Aschaffenburger Zeit gehörte er dem ältesten Forstcorps, dem Corps Hubertia an. Weil er zu einer Mensur nicht antrat, wurde er unehrenhaft („ohne Band“) entlassen.
Zum Wintersemester 1887/1888 wechselte er an die Ludwig-Maximilians-Universität München und immatrikulierte sich dort in Rechtswissenschaft. Wie sein Vater vor ihm wurde er Mitglied im Corps Suevia München. In München trat er zwar zu zwei Pflichtduellen an, blieb aber jeweils passiv. So erhielt er die (zu seiner Zeit) erstrebenswerten Schmisse, wurde aber auch aus dem Corps Suevia ohne Band entlassen. Auf Rat eines Kommilitonen wechselte er zum Sommersemester an die Universität Erlangen; hier studierte er, ohne sich in Verbindungen zu engagieren, und erhielt am 1. August 1890 das Zeugnis zum Eintritt in den juristischen Vorbereitungsdienst. Für Martin Klaus ist das Versagen und der anschließende Wechsel des Studienortes symptomatisch für Thomas Charakter:

„Der Umzug nach Erlangen im Anschluss an die „Suevia“-Blamage ist ein wichtiger Anhaltspunkt dafür, wie wenig Thoma mit einem ramponierten öffentlichen Bild seiner Person zurechtkam. Um die Fassade zu wahren, wechselte er in derartigen Situationen gerne in eine neue Umgebung, die von seinem unrühmlichen Verhalten nichts wusste“

In seinen Erinnerungen gibt Thoma zwar wortreich seine Zeiten als Gymnasiast in München und Prien wieder, das Studium handelt er dagegen äußerst knapp ab:

„Zwei Semester war ich an der Forstakademie in Aschaffenburg, dann ging ich zur Rechtswissenschaft über, studierte in München und Erlangen, wo ich nach Ablauf der vorgeschriebenen Zeit das Examen bestand. Meine Erlebnisse auf der Hochschule waren die herkömmlichen, so sehr, daß ich sie nicht zu schildern brauche.“

Ab 1890 arbeitete er als Rechtspraktikant in Traunstein. Gleichzeitig verfasste er eine Dissertation über das Thema Die Lehre von der Notwehr beim Strafrechtsprofessor Karl Lueder. Am 6. Dezember 1890 bestand er die mündliche Prüfung mit der (schlechtestmöglichen) Note „Rite“. In Thomas Nachlass fand sich ein handschriftliches Exemplar der Doktorarbeit mit letzten Korrekturauflagen; Thoma ließ sie allerdings nie drucken und bekam daher auch keine Promotionsurkunde ausgehändigt. Strenggenommen führte er daher den Doktorgrad zu Unrecht.
In seinen Erinnerungen mokiert sich Thoma über den Standesdünkel der Juristen zu seiner Traunsteiner Zeit:

„Bei den Schöffengerichtsverhandlungen war ich stellvertretender Gerichtsschreiber, und das war immerhin noch unterhaltender als das Nachschreiben der Urteile, die mir mein Vorgesetzter diktierte. Er tat sich was darauf zugut, ellenlange Sätze zu bilden, und schwelgte wie ein alter Gendarm in eingeschachtelten, zusammengestopselten Perioden. Was sich alles über die verbrecherischen Absichten eines Landstreichers sagen ließ, der ein Hufeisen gefunden, selbiges aber nicht abgeliefert hatte, das erfuhr ich damals mit Unbehagen. Mein Chef aber wiegte sich in den Hüften, hing noch ein paar Relativsätze, schlauen Verdachtes voll, an die Hauptwörter, und wenn die lange Periode hinkend und mühsam bis an den Schluß gelangt war, forderte er meine Bewunderung heraus: „Han, was sag’n Sie jetzt?““

1892 kaufte Thomas Mutter das Anwesen Zur Post in Seebruck am Chiemsee – eine Gaststätte mit umfangreicher Landwirtschaft. Sie sollte Ludwigs Bruder Peter Thoma, der aus Australien zurückkehrte, als Existenzgrundlage dienen. Ende 1892 trat Ludwig Thoma in den Dienst des Münchener Magistrats und im Februar 1893 als Konzipient in die Rechtsanwaltskanzlei Loewenfeld & Bernstein in München ein. Die knappen Einkünfte reichten nicht, um seinen Lebensstil zu decken, mehrfach lieh er sich Geld von dem Baubeamten Jakob Frankl, einem Freund der Familie, mit dem er auch regen Briefkontakt pflegte. Auch sein Onkel Josef Thoma aus Ebersberg (in den Lausbubengeschichten als „Onkel Pepi“ porträtiert) unterstützte ihn durch regelmäßige finanzielle Zuwendungen.
In München begann auch Thomas literarische Karriere: Am Stammtisch der Gaststätte „Herzl“ lernte er Joseph Ritter von der Augsburger Abendzeitung kennen, der ihn ermunterte, seine Stammtisch-Causerien in Schriftform zu verfassen. Die humoristische Zeitschrift Fliegende Blätter in München veröffentlichte im Januar 1893 erstmals ein Gedicht von Thoma.
Im Juni 1894 starb seine Mutter. Der Konflikt mit ihr bzw. mit ihrem Wunsch nach einer geistlichen Karriere prägte Thomas frühe Jahre und findet sich immer wieder in seinem Werk. Thomas Biografen bewerten sie unterschiedlich: Während Martin Klaus vor allem ihre frömmlerisch larmoyante Art beschreibt, betont Gertrud Rösch, dass sie nach dem Tode ihres Mannes durch ihre Tätigkeit als Gastwirtin nicht nur Ludwig Thomas Gymnasial- und Studienzeit finanzierte, sondern auch einiges an Vermögen ersparte.
Da ihm die Geschäftsaussichten für Rechtsanwälte in München nicht günstig schienen, wählte er mit Dachau eine Kleinstadt im Umland als Domizil, nachdem er zunächst Erding erwogen hatte.

„Ich besann mich nicht lange und kam um die Zulassung in Dachau ein. Alte Herren und besorgte Freunde rieten mir ab, allein ich folgte dem plötzlichen Einfalle, und ich hatte es nicht zu bereuen. Mit nicht ganz hundert Mark im Vermögen zog ich zwei Monate später im Hause eines Dachauer Schneidermeisters ein und war für den Ort und die Umgebung das sonderbare Exemplar des ersten ansässigen Advokaten“

Diese Schilderung in seiner Autobiografie stimmt in dreifacher Hinsicht nicht: Die hundert Mark waren von Jakob Frankl geliehen, der „Schneidermeister“ unterhielt ein Textilkaufhaus, und in Dachau waren schon seit vielen Jahren mehrere Anwälte zugelassen. Den Haushalt führte Viktoria Pröbstl, die Thoma nach dem Tod der Mutter in seine Dienste nahm, sowie die Schwestern Marie und Bertha. Die Kanzlei lief gut, Thomas Einkünfte stiegen, und aus den Rechtsfällen seiner bäuerlichen Mandanten konnte er später Material für seine literarische Arbeit schöpfen. Neben der anwaltlichen Tätigkeit schrieb er für die Augsburger Abendzeitung und die Jugend lobende Gedichte anlässlich des 100. Geburtstags von Kaiser Wilhelm I.

### Erste Erfolge als Schriftsteller

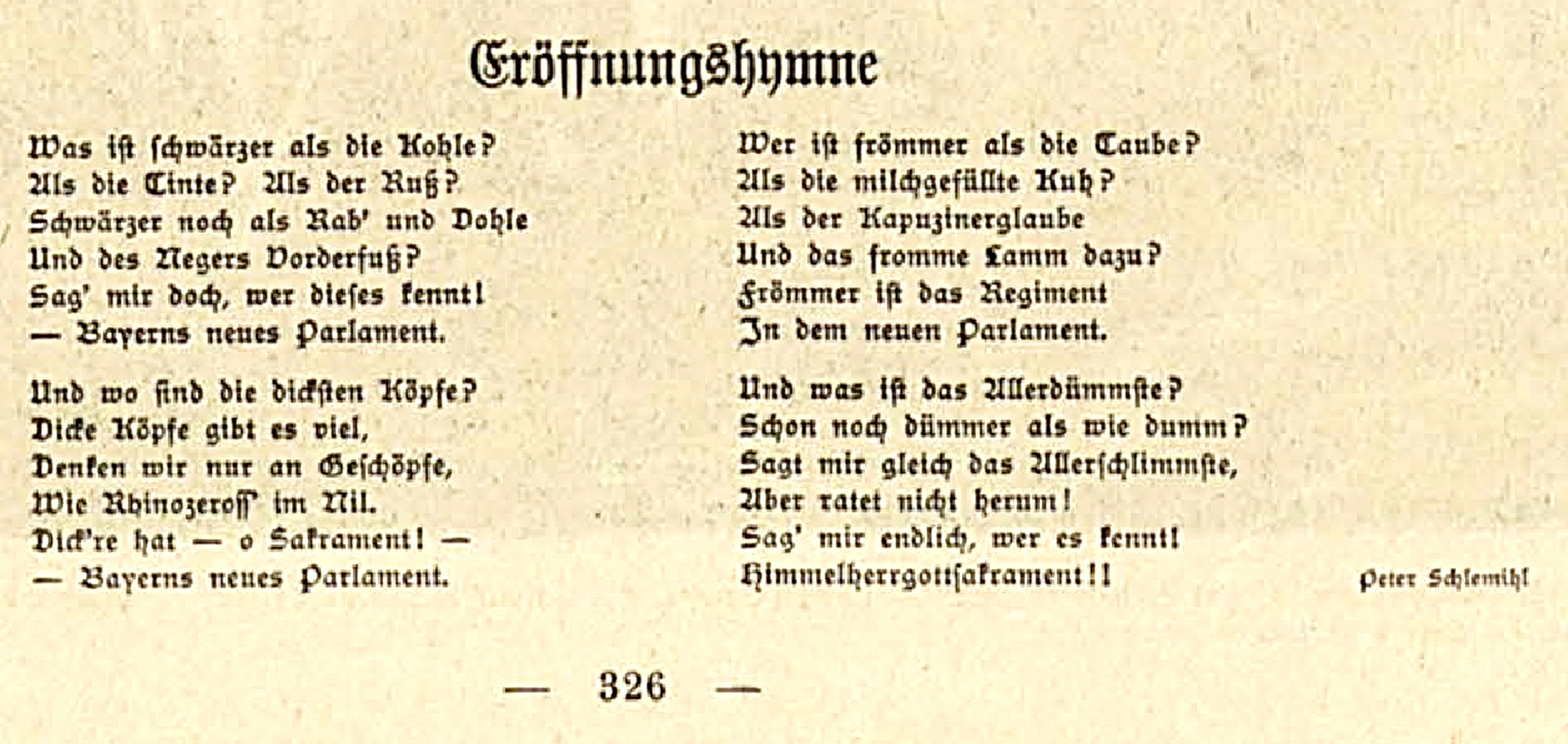
Bei der Zeitschrift Simplicissimus schrieb Ludwig Thoma unter dem Pseudonym „Peter Schlemihl“. Hier ein Spottgedicht auf das bayerische Parlament aus dem Jahr 1905.

Im April 1895 veröffentlichte Ritter in der literarischen Beilage Sammler die Kurzgeschichte Der Truderer, in der Thoma erstmals in Prosaform heitere Begebenheiten aus dem bäuerlichen Leben beschrieb. Auch zu politischen Themen äußerte sich Ludwig Thoma, der im Oktober einen Artikel über den Parteitag der bayerischen SPD und deren Agrarpolitik für die Augsburger Abendzeitung schrieb. Darin wandte er sich gegen die Reformbestrebungen der Sozialdemokraten und bezeichnete Clara Zetkin als „russisches Mannweib“.
Die ersten Erfolge und die wirtschaftlich solidere Lage ließ ihn eine Eheschließung in Erwägung ziehen. Er hatte schon 1892 die Nürnbergerin Johanna Sachs, Tochter eines Getreidehändlers, kennengelernt, um die er vorsichtig zu werben begann. Als ihr Vater ihm aber keine weiteren Hoffnungen machte, gab er das Vorhaben wieder auf.
Ende 1896 unternahm Thoma einen weiteren Versuch, eine Ehefrau zu finden. Er begann auf Basis einer Heiratsannonce mit mehreren Kandidatinnen Briefe auszutauschen, die allerdings zu keinem Ergebnis führten. Er verspottete die Frauen etwas später in seinem ersten Lustspiel Witwen. Im Frühjahr 1897 zog Thoma nach München um, wo er mit seinem Schulfreund Richard Rothmaier eine Junggesellenwohnung teilte, den Haushalt führte Viktoria Pröbstl. Mit einem Studienfreund eröffnete er eine Anwaltskanzlei, der er jedoch in den folgenden Jahren immer weniger Zeit widmete.
Der in der Dachauer Künstlerkolonie tätige Adolf Hölzel und der in der Jugend erste Erfolge feiernde Bruno Paul illustrierten 1897 die Geschichtensammlung Agricola. Bauerngeschichten. Diese erste Buchpublikation Thomas erschien noch in der Waldbauerschen Buchhandlung in Passau. Paul wechselte 1897 zu der ein Jahr zuvor von Albert Langen gegründeten satirischen Wochenschrift Simplicissimus, deren Mitarbeiter Thoma auch im Café Heck am Odeonsplatz traf.
1898 sandte er erste Manuskripte an den Simplicissimus, die dort (und beim Publikum) guten Anklang fanden. Als die Ausgabe vom 31. Oktober 1899 wegen Majestätsbeleidigung konfisziert wurde, flohen der Autor Frank Wedekind, der Zeichner Thomas Theodor Heine und Verleger Langen ins Ausland, um der Strafverfolgung zu entgehen. Der Simplicissimus benötigte einen Verantwortlichen vor Ort am Redaktionssitz in München. Langen erwog, Thoma als Redaktionsleiter zu engagieren, sein Vertrauter Korfiz Holm sprach sich schon zuvor klar gegen Thoma aus:

„Zudem steht er in seinem literarischen Urteil auf dem Standpunkt eines Nachtwächters, erklärt, […], alles für Dreck, was ein Frauenzimmer geschrieben hat u.s.w. Ich fürchte, er ist für den ‚Simplicissimus‘ gar zu ‚krachledern‘“

Langen aber entschied sich für Thoma, dessen Lustspiel Die Witwen bei ihm ebenso durchgefallen war wie beim Münchener Intendant Jocza Savits. Im September 1899 verkaufte Thoma daraufhin seine Kanzlei und wurde fester Redakteur des Simplicissimus.

### Redaktionsleiter beimSimplicissimus
Thoma zählte in den folgenden Jahren zu den wichtigsten Autoren des Simplicissimus. Er trat als Satiriker unter mehreren Pseudonymen auf – seine Gedichte zeichnete er meist als „Peter Schlemihl“. Anfang 1901 schrieb er den in Dachau angesiedelten Einakter Die Medaille, der am 24. August 1901 am Residenztheater München uraufgeführt wurde. Auch in Berlin kam das Stück auf die Bühne; Thoma begleitete dort die Inszenierung am Überbrettl im November 1901.
1898 lernte Thoma eine Frau kennen, die er in Tagebuchaufzeichnungen und privaten Briefen nie namentlich erwähnte, sondern mit „G.“ bzw. Hohenzollernstraße umschrieb. (In der Schwabinger Hohenzollernstraße trafen sich die beiden zu ihren Schäferstündchen.) Martin Klaus vermutet, dass es sich bei der Geliebten, die verheiratet war, älter als Thoma und (laut seinem Mitbewohner Rothmair) der ungarischen Oberschicht entstammte, um Kathinka Ganghofer, die Frau von Ludwig Ganghofer, handeln müsse. Thoma und Ganghofer kannten sich zu dieser Zeit noch nicht persönlich; Thoma beendete die Affäre Ende 1901, Ganghofer und er lernten sich erst 1903 kennen.
Seit 1901 schrieb Thoma an der Komödie Die Lokalbahn, die am 19. Oktober 1902 (wieder im Residenztheater) Premiere feierte. Im November 1902 starb Viktoria Pröbstl.

### Materielle Erfolge und Reisen
1903 lernte Thoma den Grafiker Ignatius Taschner kennen, mit dem ihn bald eine enge Freundschaft verband. Spätestens mit dem Erfolg der Lokalbahn wurde Thoma für den Verlag zu einer wichtigen Einnahmequelle. Thoma war seine Geldsorgen los und gönnte sich einen großbürgerlichen Lebensstil: Gemeinsam mit Albert Langen pachtete er ein Jagdgebiet in Unterweikertshofen bei Dachau, wo er schon seit 1895 immer wieder zu Besuch weilte. Langen zahlte zwar die Hälfte der Pacht, genutzt wurde die Jagd aber in erster Linie von Thoma. Im März und April 1903 reiste er zum ersten Mal gemeinsam mit Kollegen des Simplicissimus mit dem Fahrrad durch Italien bis nach Rom. Er schrieb die spöttische Erzählung Der heilige Hies und begann an seinem ersten Roman Andreas Vöst zu schreiben.
1906 wurde Thoma zusammen mit Hermann Hesse Herausgeber der Zeitschrift März.

### Spott und Verurteilung
Ebenfalls 1906 wurde er wegen des im Simplicissimus veröffentlichten Spottgedichtes „An die Sittlichkeitsprediger in Köln am Rheine“ wegen „Beleidigung einiger Mitglieder eines Sittlichkeitsvereines“ zu sechs Wochen Haft verurteilt, die er in Stadelheim bei München absitzen musste.

### Ehe mit Marion
1907 heiratete er die auf den Philippinen geborene Tänzerin Marietta di Rigardo, genannt Marion (1880–1966), eine für damalige Zeiten emanzipierte junge Frau. Die Ehe hielt nicht lange, zu verschieden waren die Temperamente der beiden. Marion langweilte sich zusehends, sie unternahm Seitensprünge. 1911 wurde die Ehe geschieden, die beiden blieben aber befreundet.

### Am Tegernsee

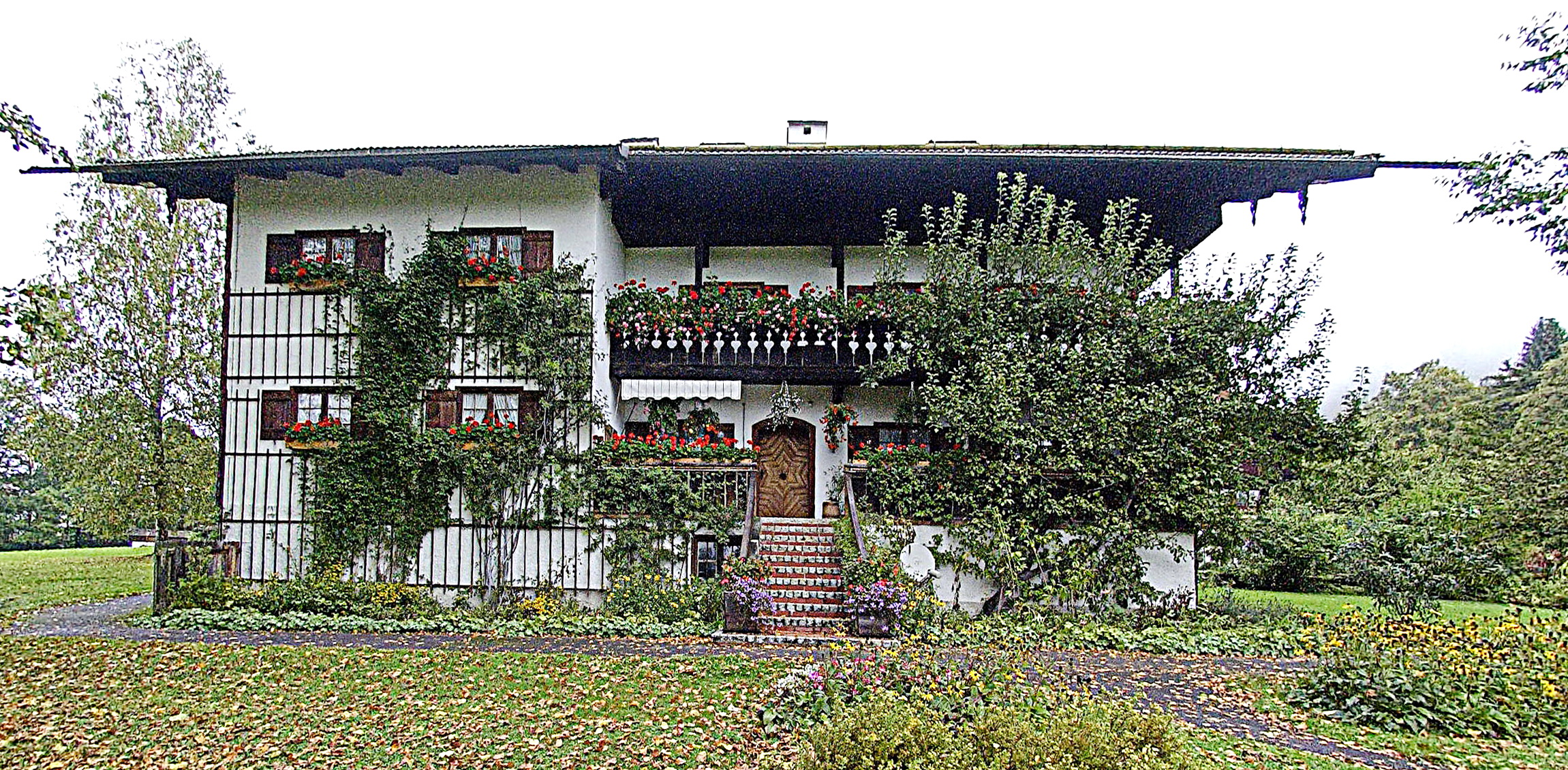
Auf der Tuften

1908 bezog er sein Haus „Auf der Tuften“ in Tegernsee. In diesem Jahr hatte sein Lustspiel Moral Premiere, das Werk wurde zu einem seiner größten Erfolge. In dem Stück ließ er einen Vertreter eines Sittlichkeitsvereins, der eine schlimme Verfehlung gegen die Grundsätze eines solchen Vereines begangen hatte, sagen: „Moralisch sein, das bringe ich in meinem Zimmer allein fertig, aber das hat keinen erzieherischen Wert. Die Hauptsache ist, dass man sich öffentlich zu moralischen Grundsätzen bekennt. Das wirkt günstig auf die Familie, auf den Staat.“ Im selben Stück macht der Vorsitzende dieses Sittlichkeitsvereins die Feststellung: „Herr Assessor, wenn in der Ehe die Lügen aufhören, dann geht sie auseinander.“

### Im Ersten Weltkrieg
Thomas Einstellung war bis dahin eher linksliberal gewesen. So hatte er sich mit oftmals beißender Kritik an Gesellschaft, Kirche und Staat nicht zurückgehalten. Dies änderte sich mit Beginn des Ersten Weltkrieges. Thoma schlug bei der nächsten Redaktionssitzung des Simplicissimus vor, die Zeitschrift einzustellen, da er nun keinen Platz mehr für Satire und Kritik sah. Die Mehrheit der Redaktionsmitglieder entschied sich gegen diesen Vorschlag, doch die kritische Haltung der Zeitschrift wurde weitgehend aufgegeben. Der Simplicissimus wurde zahnlos, und auch Thoma konnte und wollte sich der besonders unter den Intellektuellen herrschenden allgemeinen Kriegsbegeisterung nicht entziehen. Er meldete sich freiwillig als Sanitäter und zog 1915 mit einer bayerischen Division an die Ostfront nach Galizien. Dort erkrankte er schwer an der Ruhr und wurde felddienstuntauglich. Im besonders produktiven Jahr 1916 erschienen viele Werke. 1917 warb Thoma im „Miesbacher Anzeiger“ für das Zeichnen von Kriegsanleihen. „Unser Vaterland muß den Krieg durchführen bis zum siegreichen Ende“, hieß es im Oktober 1917 unter der Überschrift „Warum muß gerade der Bauer die Kriegsanleihe zeichnen?“ Im Juli 1917 schrieb er sich (wie Richard Hertwig, Max von Gruber, Emil Kraepelin und Rüdin) als Mitglied einer neugegründeten Ortsgruppe der Deutschen Vaterlandspartei ein, die für einen kompromisslosen Siegfrieden eintrat. Mehrmals trat er für die Vaterlandspartei als Redner auf, wie im Sommer 1917 im Münchner Löwenbräukeller.
Die sich abzeichnende Kriegsniederlage im November 1918 konnte er nicht verkraften. Er verstand die Welt nicht mehr und zog sich verbittert in sein Haus zurück.
Im Sommer 1918 begegnete er der aus der jüdischen Sekt-Dynastie Feist-Belmont stammenden, mittlerweile verheirateten Maidi Liebermann von Wahlendorf (11. September 1884–22. November 1971), mit der er schon 1904 einmal zusammengetroffen war. Thoma entbrannte in heftiger Liebe zu ihr und beklagte sein Schicksal, sie nicht schon damals zu seiner Frau genommen zu haben. Bis zu seinem Tod sollte er heftig um sie werben. Sie blieb ihm zwar verbunden, konnte sich jedoch nicht entschließen, ganz zu ihm zu ziehen, da der Ehemann Wilhelm Liebermann von Wahlendorf die Scheidung verweigerte.

### Beiträge für den Miesbacher Anzeiger
Für den Miesbacher Anzeiger verfasste er in den letzten 14 Monaten seines Lebens – häufig als Leitartikel auf der ersten Seite – 175 größtenteils (bis auf fünf Fälle) anonyme und meist antisemitische Hetzartikel, vor allem gegen die Regierung in Berlin und die Sozialdemokratie. Aber auch über das jüdische Bürgertum schrieb er beispielsweise: „Teiteles Cohn und Isidor Veigelduft, die dürfen im Sommer nach wie vor ihre verschnörkelten Haxen in die Lederbuxen stellen, am Arm ihre Rebekka im Dirndlg’wand, nach Veilchen und Knoblauch duftend.“ Er bezeichnete die Reichshauptstadt Berlin als „Entenpfuhl“ und eine „Mischung von galizischem Judennest und New Yorker Verbrecher-Viertel“, beschrieb in völkischem Vokabular eine „tiefgewurzelte, in der Rasse begründete, … Eigenart“ und beschimpfte die Weimarer Republik als „charakterlose Deppokratie“. Er nannte deren Vertreter „dieses traurige Saupack aus Tarnopol und Jaroslau“ und hob hervor, dass „wir außer dem Itzig von der Promenadenstraße noch etliche vom Stamme Levi abgeschossen haben …“ (in der Promenadenstraße wurde der bayerische Ministerpräsident Kurt Eisner erschossen). Eisner selbst titulierte er als „Saujud“, dessen Ermordung bezeichnete er als „Hinrichtung“. Und den jüdischen Verleger Rudolf Mosse beschimpfte Thoma mit den Worten „Lausejunge mit dem Krauselhaar und deinen geschneckelten Fortbewegungsscheren“; Kurt Tucholsky verunglimpfte er als „kleinen galizischen Krüppel“. (Vgl. auch die am 2. Februar 1921 anonym im Miesbacher Anzeiger verfasste Reaktion Thomas auf einen Beitrag Tucholskys (alias Ignaz Wrobel) in Die Weltbühne). In einem Artikel am 16. März 1921 schrieb Thoma im Miesbacher Anzeiger unter dem Titel „Funkspruch an alle Berliner Regierungs- und Saujuden“ mit Bezug auf das im Reichstag beschlossene Gesetz zur Auflösung der Selbstschutzorganisationen, die sich nach dem Ersten Weltkrieg gebildet hatten: „Es soll nur so ein galizischer Prikes-Jud kommen und uns entwaffnen wollen – den schlagen wir, daß er in keinen Sarg mehr hineinpaßt.“
Laut Luis Markowsky vom Münchner NS-Dokumentationszentrum machte Thoma dadurch „das Primitive durch gekonnten Schreibstil salonfähig und schloss an die nationalsozialistische Propaganda an“.

### Tod und Nachlass

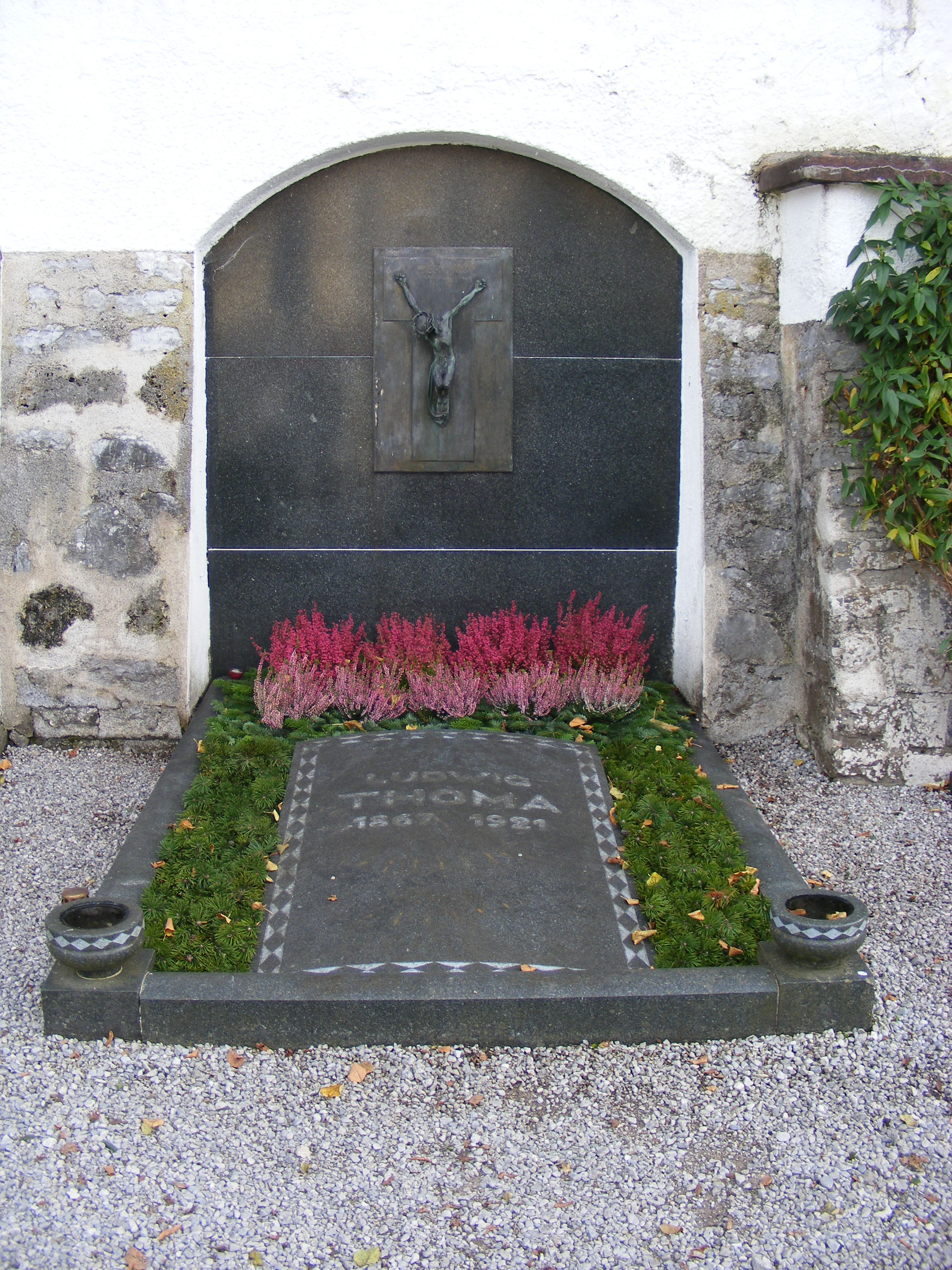
Ludwig Thomas Grab

Am 6. August unterzog sich Thoma in München einer Magen-Operation. Er starb am 26. August 1921 im Alter von 54 Jahren in seinem Haus in Tegernsee an Magenkrebs. Den größten Teil seines beträchtlichen Vermögens sowie seine Honorare und Tantiemen vermachte er Maidi von Liebermann. Seine geschiedene Frau Marion, seine Schwestern Katharina Hübner und Bertha Zurwesten sowie sein Bruder Peter Thoma erhielten je eine Summe von zweihunderttausend Mark, letzterer zusätzlich eine lebenslange Rente von jährlich zweitausend Mark.
Ludwig Thoma fand auf dem Gemeindefriedhof von St. Laurentius in Rottach-Egern am Tegernsee seine letzte Ruhe. Seine Grabstätte liegt heute zwischen derjenigen seines langjährigen Freundes, des Schriftstellers Ludwig Ganghofer, und der seiner Geliebten Maidi von Liebermann.

## Bewertung
Ludwig Thoma bemühte sich in seinen Werken darum, die herrschende Scheinmoral bloßzustellen. Ebenso prangerte er kompromisslos Schwäche und Dummheit des spießbürgerlichen Milieus und das chauvinistische Preußentum mit seinem Pickelhauben-Militarismus an. Er stieß sich auch am Provinzialismus und der klerikalen Politik seiner Zeit im Königreich Bayern, was sich beispielhaft in Jozef Filsers Briefwexel niederschlägt. Als brillant werden die mit Humor und Satire gewürzten Erzählungen oder Einakter aus dem bäuerlichen und kleinstädtischen Lebenskreis in Oberbayern angesehen. Die unsentimentalen Schilderungen agrarischen Lebens in den Romanen sind wohl deshalb besonders lebensnah gelungen, weil Thoma aus seiner Rechtsanwaltstätigkeit eine Fülle praxisnaher Einblicke in die Lebensumstände auf dem Lande gewinnen konnte. Die bayerische Mundart wird ähnlich prägnant wie bei Georg Queri wiedergegeben.
Aufgrund seiner Artikel im Miesbacher Anzeiger (1920–1921) warf ein Spiegel-Artikel von 1989 Ludwig Thoma vor, sich im Alter zum wütenden Antisemiten und zu einem Wegbereiter Hitlers entwickelt zu haben.
Der Jurist Otto Gritschneder hebt die sechswöchige Haft in München-Stadelheim (1906) und „die extrem antisemitischen und antidemokratischen ordinären Aufsätze Thomas aus seinen letzten Lebensjahren im Miesbacher Anzeiger“ als dunkle Stationen in Ludwig Thomas Leben hervor. Außerdem weist er darauf hin, dass Thoma seine Doktorarbeit nie abgeliefert habe, sich aber dennoch „Doktor Ludwig Thoma“ nannte und nennen ließ, was bei einem bezüglich seiner Mitmenschen so kritischen Autor erwähnt werden müsse.
Grundlagen für eine Einschätzung bietet die Biografie von Martin A. Klaus, der mehr als drei Jahrzehnte zu Thoma recherchierte. Sie bezieht die persönlichen Kindheitserlebnisse Ludwig Thomas und ihre psychologische Bedeutung ebenso mit ein wie die Fragen der Veränderung der politischen Ansichten des Autors in seinen späten Lebensjahren. Dabei ist der Autor davon überzeugt, dass Thoma über die Vermittlung des Schriftstellers Dietrich Eckart Adolf Hitler persönlich gekannt habe.

## Ehrungen

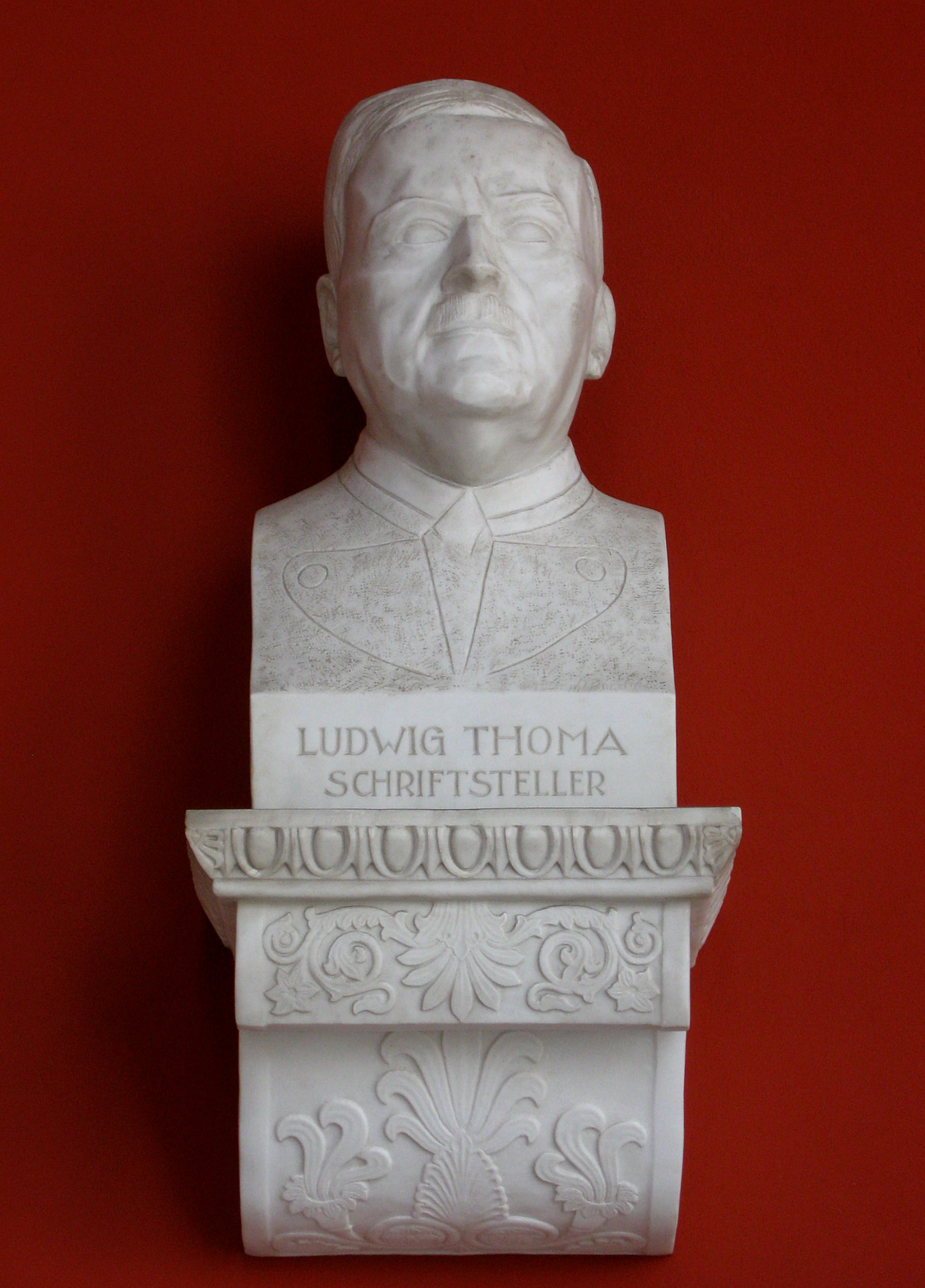
Büste in der Ruhmeshalle in München

Im oberbayerischen Raum genießt er noch heute eine hohe Popularität. So tragen beispielsweise Produkte wie das Ludwig-Thoma-Bier des Hofbrauhauses Berchtesgaden seinen Namen. Insbesondere in Bayern sind zahlreiche Straßen und Schulen nach ihm benannt, so auch in Prien am Chiemsee das Ludwig-Thoma-Gymnasium in der ab 1876 von Thoma und seiner Mutter bewohnten Gaststätte. Die Bahnstrecke Dachau–Altomünster ist auch als Ludwig-Thoma-Bahn bekannt.
Seine Büste steht in der Ruhmeshalle in München.
Die Stadt München hat zu seinen Ehren ab 1967 jährlich eine Ludwig-Thoma-Medaille verliehen, die Verleihung jedoch 1990 nach Bekanntwerden seiner nationalkonservativen Haltung, der antisemitischen Parolen und antisozialistischen Polemik eingestellt.

## Werke
- 1897: Agricola (Kurzgeschichten)
- 1899: Die Witwen (Theaterstück)
- 1901: Die Medaille (Theaterstück)

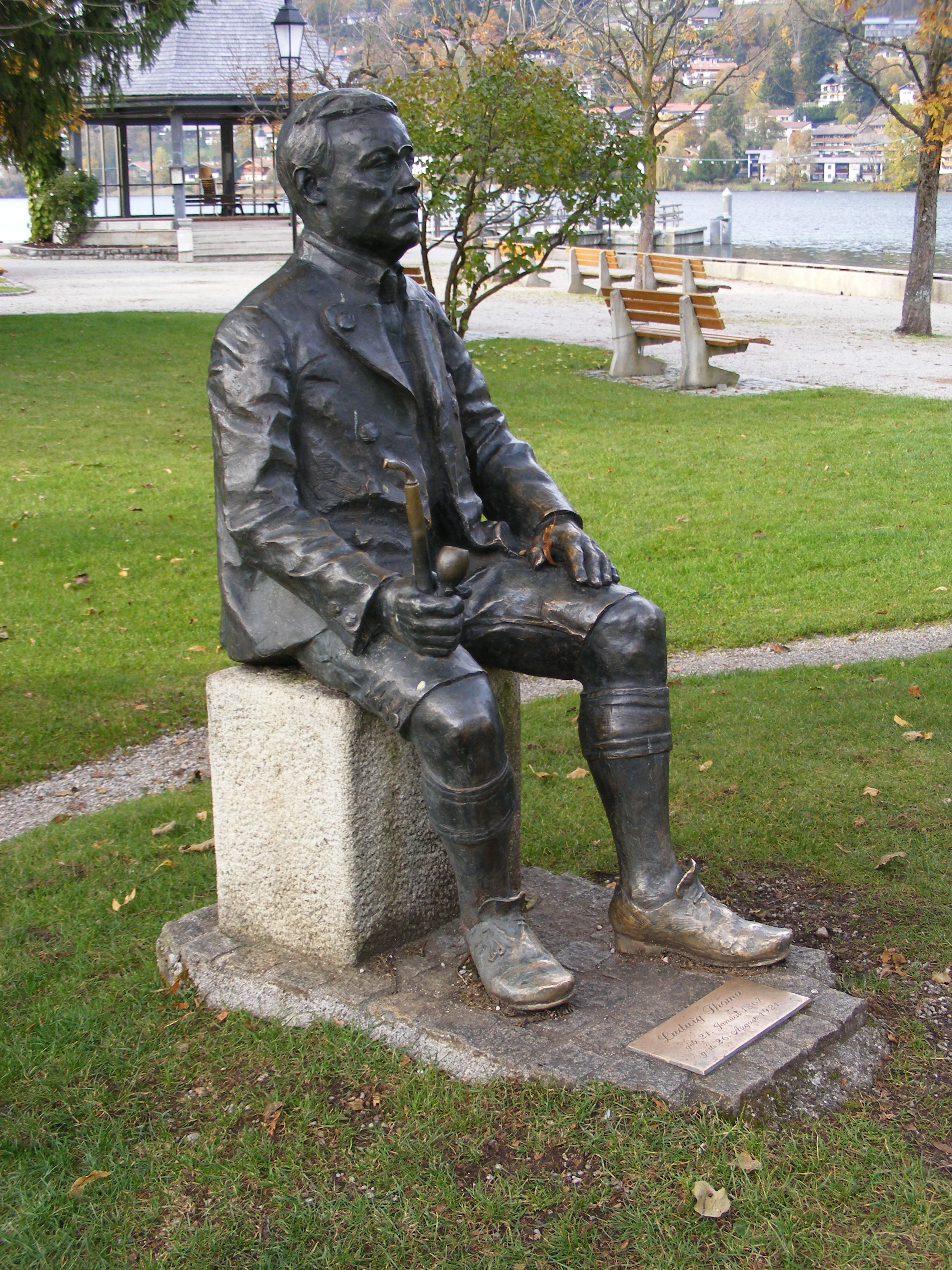
Skulptur von Ludwig Thoma im Kurpark Rottach-Egern

- 1901: Assessor Karlchen (Kurzgeschichten)
- 1902: Hochzeit – Eine Bauerngeschichte (Roman)
- 1902: Die Lokalbahn (Theaterstück)
- 1903: Das große Malöhr im Juni 1903
- 1904: Der heilige Hies (Erzählung), illustriert von Ignatius Taschner
- 1905: Lausbubengeschichten (Kurzgeschichten)
  - 1952: zusammen mit „Tante Frieda“ in einem Band mit 73 Zeichnungen von Olaf Gulbransson, Rowohlt Taschenbuch Verlag, Reinbek bei Hamburg.
- 1906: Andreas Vöst (Roman)
- 1906: Der Schusternazi
- 1907: Tante Frieda (Kurzgeschichten)
- 1907: Kleinstadtgeschichten (Kurzgeschichten)
- 1909: Moral (Theaterstück)
- 1909: Briefwechsel eines bayrischen Landtagsabgeordneten (Briefesammlung)
- 1910: Erster Klasse (Theaterstück)
- 1911: Der Wittiber (Roman)
- 1911: Lottchens Geburtstag (Theaterstück)
- 1911: Der Münchner im Himmel (Erzählung)
- 1912: Magdalena (Theaterstück)
- 1912: Jozef Filsers Briefwexel (Briefesammlung)
- 1913: Die Sippe
- 1913: Das Säuglingsheim
- 1913: Nachbarsleute (Kurzgeschichten)
- 1914: Der Postsekretär im Himmel und andere Geschichten (Kurzgeschichten)
- 1916: Urlaubshitze
- 1916: Die kleinen Verwandten (Theaterstück)
- 1916: Brautschau (Theaterstück)
- 1916: Dichters Ehrentag (Theaterstück)
- 1916: Das Kälbchen
- 1916: Der umgewendete Dichter
- 1916: Onkel Peppi
- 1916: Heimkehr
- 1916: Das Aquarium und anderes
- 1917: Heilige Nacht (Versepos)
- 1918: Altaich (Erzählung)
- 1919: Münchnerinnen
- 1919: Erinnerungen (Autobiografie)
- 1921: Der Jagerloisl (Roman)
- 1921: Der Ruepp (Roman)
- 1921: Kaspar Lorinser (Roman, Fragment)
- 1923: Leute, die ich kannte (postum erschienen)
- 1923: Stadelheimer Tagebuch

## Verfilmungen
Die Werke von Ludwig Thoma wurden regelmäßig verfilmt, insbesondere für das deutsche Fernsehen.
- 1928: Moral (Kinofilm, Regie: Willi Wolff)
- 1939: Der arme Millionär (Kinofilm, Regie: Joe Stöckel), Verfilmung von „Der Schusternazi“
- 1944/49: Münchnerinnen (Kinofilm nach dem gleichnamigen Roman, Regie: Philipp Lothar Mayring)
- 1958: Moral (Fernsehfilm, Regie: Rainer Wolffhardt)
- 1964–1969: Lausbubengeschichten (Kinofilmreihe mit Hansi Kraus als Ludwig Thoma)
  - Lausbubengeschichten (1964)
  - Tante Frieda (1965)
  - Onkel Filser (1966)
  - Wenn Ludwig ins Manöver zieht (1967)
  - Ludwig auf Freiersfüßen (1969)
- 1970: Ein Münchner im Himmel (Zeichentrickfilm von Traudl Reiner & Walter Reiner, Erzähler: Adolf Gondrell)
- 1975: Der Wittiber (Regie: Franz Peter Wirth)
- 1979: Andreas Vöst (Fernsehfilm, ZDF, Regie: Eberhard Itzenplitz)
- 1979: Der Ruepp (Fernsehfilm, Produktion: BR, Regie: Kurt Wilhelm)
- 1983: Hochzeit (zweiteiliger Fernsehfilm, Regie: Kurt Wilhelm)

## Hörspiele
- Einakter mit Franz Fröhlich, Thea Aichbichler, Albert Spenger, Michl Lang u. a. Regie: Olf Fischer. Live-Produktionen: Bayerischer Rundfunk.
  - 1953: Gelähmte Schwingen. BR 1953. Als Podcast/Download im BR Hörspiel Pool.[56]
  - 1953: Die Dachserin. BR 1953. Als Podcast/Download im BR Hörspiel Pool.[57]
  - 1955: Waldfrieden. BR 1955. Als Podcast/Download im BR Hörspiel Pool.[58]
  - 1955: Erster Klasse. BR 1955. Als Podcast/Download im BR Hörspiel Pool.[59]
  - 1956: Die Brautschau. BR 1956. Als Podcast/Download im BR Hörspiel Pool.[60]
- 1973: Der Ruepp. Mit Willy Rösner, Carl Wery, Liane Kopf, Toni Strassmair, Justin Lauterbach, Eva Vaitl, Franz Fröhlich, Ursula Erber, Elise Aulinger, Hans Baur, Fritz Straßner, Albert Spenger, Jakob Roider, Walter Holten, Ludwig Schmid-Wildy, Alfred Pongratz u. a. Bearbeitung: Edmund Steinberger, Regie: Hermann Wenninger. Produktion: BR 1973
- 1977: Altaich. Mit Edmund Steinberger, Max Griesser, Ralf Wolter, Ursula Noack, Rosemarie Fendel, Peter Steiner, Erni Singerl, Maria Stadler u. a. Komposition: Walter Kabel, Regie: Edmund Steinberger, Produktion: BR 1977.

## Bekannte Figuren
- Josef Filser
- Alois Hingerl (Der Münchner im Himmel)